# Faronne Ollivier
Pour les articles homonymes, voir Ollivier.
Faronne-Marie-Madaleine Ollivier, née Lefebvre (1716 - après 1762) est une pastelliste française active en Espagne. Son nom espagnol est Faraona María Magdalena Olivieri. 

## Biographie
La biographie de cette artiste a fait l'objet de beaucoup de confusion au fil des ans. Certaines sources affirment qu'elle était la fille du sculpteur italien Giovanni Domenico Olivieri (es) et qu'elle était mariée à l'architecte Jacques Marquet, mais c'est inexact. Elle est en fait née à Paris, fille du bourgeois Jean Lefebvre. Elle épouse le peintre Michel-Barthélemy Ollivier en 1750. Celui-ci avait suivi dans le passé Louis-Michel van Loo en Espagne et le couple retourne dans ce pays pour s'y installer. Faronne Ollivier soumet deux portraits à l'Académie royale des beaux-arts de San Fernando en 1759, demandant à être admise en tant que membre. Sa candidature est acceptée à l'unanimité le 18 décembre 1759, faisant d'elle la première femme élue non seulement à l'Académie, mais en fait à une académica de mérito ; plusieurs autres femmes pastellistes et artistes lui ont emboîté le pas. Lors de cette admission, c'est son usage des couleurs qui fit reconnaître son talent. Sa technique indique, en outre, une connaissance du travail de Rosalba Carriera. Aucune œuvre de sa main n'est connue après 1759. On ignore si elle était vivante à la mort de son mari en 1784,. 